# Raión de Pischanka
Raión de Pischanka (en ucraniano: Піщанський район) es un antiguo raión o distrito de Ucrania en el óblast de Vinnytsia. 
Comprende una superficie de 600 km².
La capital fue la ciudad de Pischanka.

## Demografía
Según estimación 2010 contaba con una población total de 22218 habitantes.

## Otros datos
El código KOATUU es 523200000. El código postal 24700 y el prefijo telefónico +380 4349.